# 拉弗斯相

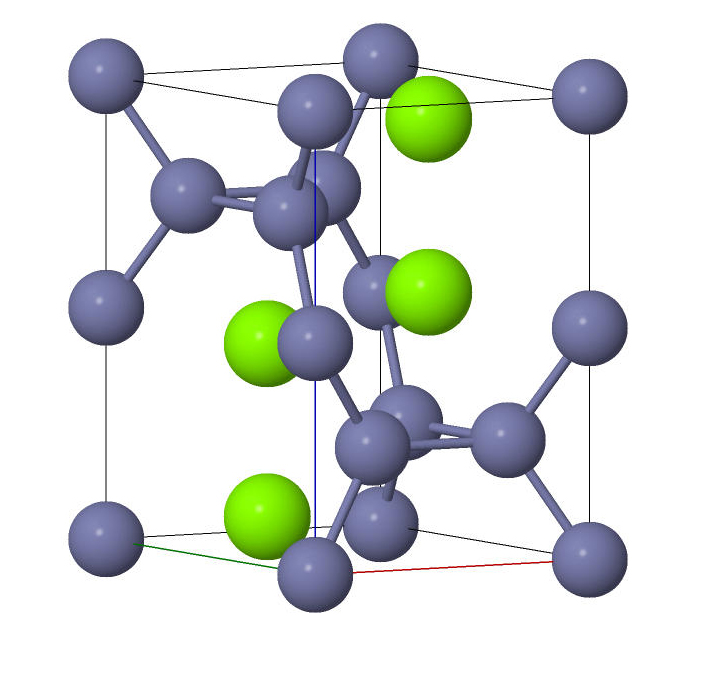
具有拉弗斯相的MgZn_{2}晶体结构（其中Mg为绿色）

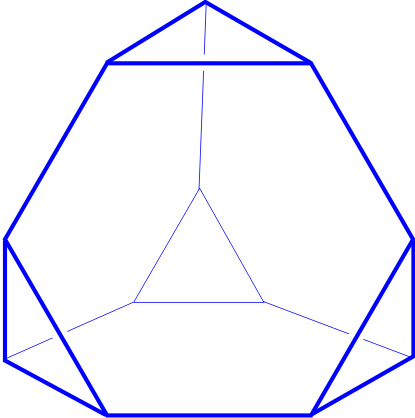
拉弗斯多面体

拉弗斯相是具有AB2结构的金属间化合物相，其命名来自德国晶体化学家弗里茨·拉弗斯。这些相根据其空间结构进行分类，分别为立方晶系的MgCu2（C15）、六方晶系的MgZn2（C14）和六方晶系的MgNi2（C36）。后两种是六方晶系的独特排列方式，但具有相同的基础结构。通常，原子A的排列方式为金刚石、六方金刚石或类似结构，而原子B在A周围形成四面体，构成AB2结构。。因其不同寻常的物理或化学性质而在金属冶炼研究中受到很大关注，一些基础应用已经产生，但到目前为止，拉弗斯相的应用理论仍然缺乏。它的一个特征是有近乎完美的导电性，但在室温下不会发生塑形变形。